# Norma Kuhling
Norma Kuhling (* 4. Dezember 1990 in New York) auch bekannt als Norma Zea Kuhling, ist eine US-amerikanische Schauspielerin und Theaterschauspielerin.
Sie ist bekannt für ihre Rollen als Dr. Ava Bekker in der Krankenhausserie Chicago Med von NBC, als Jo Mitchel im Independentfilm Fourteen aus dem Jahr 2019 und als Officer Nora Fowler in S.W.A.T.

## Leben
Norma Kuhling wurde in New York geboren und wuchs dort auf. Sie ist die Tochter von Michael Kuhling und der Produktionsdesignerin Kristi Zea. Ihre Ausbildung absolvierte sie an der London Academy of Music and Dramatic Art.

## Filmografie
- 2009: Familie Jones – Zu perfekt, um wahr zu sein (The Joneses)
- 2016: Fallen – Engelsnacht (Fallen)
- 2016: Dunkle Träume (Falling Water, Fernsehserie, 2 Folgen)
- 2018: Chicago Fire (Fernsehserie, Folge 7x06)
- 2019: Fourteen
- 2017–2019: Chicago Med (Fernsehserie, 44 Folgen)
- 2020: Lullaby to Love (Kurzfilm)
- 2021: Death Valley (Kurzfilm)
- 2021–2022: S.W.A.T. (Fernsehserie, 7 Folgen)

## Theater
- 2011: Moonchildren (Berkshire Theatre Festival)